# 튀니스 정복 (1534년)
튀니스 정복은 1534년 8월 16일 하프스 왕조의 섭정 물레이 하산이 통치하던 튀니스 (현 튀니지)를 오스만 제국의 장군 하이레딘 파샤가 침공하여 점령한 사건이다.
1533년 쉴레이만 대제는 알제에서 소환한 바르바로스 하이레딘에게 콘스탄티노플의 무기고에 대규모 함대를 건조하라는 명령을 내렸다. 그해 연말부터 이듬해 1534년 겨울까지 총 70척의 갤리선이 건조되었으며, 기독교인 1,200명을 비롯한 노예들이 각 갤리선의 노잡이로 동원되었다. 바르바로스는 이렇게 건조된 함대를 이끌고 이탈리아 해안을 따라 급습하였으며, 1534년 8월 16일 튀니스에 상륙한 뒤, 합스부르크 스페인의 종속국이었던 하프스 왕조의 섭정 물레이 하산을 축출하였다.
이후 바르바로스는 튀니스에 강력한 해군기지를 구축하여 튀니지 일대와 바다 건너 몰타섬 습격에 활용하였다. 튀니스는 지중해 서부에서 동부로 나아가는 활로를 좌우할 수 있는 전략적 요충지에 해당되었다.
그러나 1535년 물레이 하산의 간청에 응한 합스부르크가의 신성로마제국 황제 카를 5세가 반격에 나서 1535년 튀니스를 정복함으로서 재탈환하게 되었다.

## 참고 문헌
- Roger Crowley, Empire of the sea, 2008 Faber & Faber ISBN 978-0-571-23231-4
- Garnier, Edith L'Alliance Impie Editions du Felin, 2008, Paris ISBN 978-2-86645-678-8 Interview